# Mbarak Kipkorir Hussein
Mbarak Kipkorir Hussein (* 4. April 1965 in Eldoret) ist ein US-amerikanischer Langstreckenläufer kenianischer Herkunft, der sich auf Straßenläufe spezialisiert hat.
1987 kam er in die Vereinigten Staaten, wo er an der Lubbock Christian University und der Northern Arizona University studierte und als Mittelstreckenläufer aktiv war. Danach eiferte er seinem älteren Bruder Ibrahim Hussein, dem dreimaligen Gewinner des Boston-Marathons, nach und wechselte auf längere Distanzen.
Sein erster großer Erfolg war 1998 ein Sieg beim Honolulu-Marathon, den schon sein Bruder in den 1980er Jahren dreimal für sich entschieden hatte.
Im darauffolgenden Jahr wurde er Zweiter beim Rock ’n’ Roll Marathon in 2:10:45 h. Einem dritten Platz in Honolulu 1999 und 2000 folgte 2001 ein fünfter Rang beim Boston-Marathon und ein Sieg in Honolulu.
2002 wurde er Vierter in Boston, gewann den JoongAng Seoul Marathon und verteidigte seinen Titel in Honolulu. 2003 wurde er Vierter beim Seoul International Marathon und Zweiter in Honolulu.
2004 wurde er jeweils Dritter beim Seoul International Marathon (mit seiner persönlichen Bestzeit von 2:08:10 h), beim JoongAng Seoul Marathon und in Honolulu. Im Oktober dieses Jahres erhielt er die US-amerikanische Staatsbürgerschaft.
2005 und 2006 wurde er als Gesamtsieger des Twin Cities Marathons US-Marathonmeister. Mit seinem zweiten beim Honolulu-Marathon 2005 kam er zum achten Mal in Folge bei diesem Rennen auf einen Treppchenplatz.
2007 wurde er für sein neues Heimatland international startberechtigt und belegte als bester US-Amerikaner beim Marathon der Leichtathletik-Weltmeisterschaften in Ōsaka den 21. Platz.
2005 stellte er mit 1:03:23 h im Halbmarathon und 1:17:12 h im 25-km-Straßenlauf die aktuellen US-Rekorde für die Masters-Klasse (M40) auf. Im selben Jahr erzielte er über 12 km mit 36:06 min eine Weltbestzeit für diese Altersklasse.
Mbarak Kipkorir Hussein ist 1,73 Meter groß und wiegt 63 kg. Er lebt in Albuquerque und ist sein eigener Trainer.